# Dave Stewart (claviériste)
 (février 2013).
Pour les articles homonymes, voir Dave Stewart et Stewart.
Dave Stewart (né David Lloyd Stewart, le 30 décembre 1950 à Waterloo, Londres) est un claviériste et compositeur britannique qui travaille depuis 1981 avec la chanteuse Barbara Gaskin. Auparavant, il a joué avec les groupes rock progressif Uriel, Egg, Khan, Hatfield and the North, National Health et Bruford. Stewart est l'auteur de deux livres de théorie musicale et a tenu pendant 13 ans une rubrique dans le magazine américain Keyboard. Il a aussi composé pour la télévision, le cinéma et la radio.

## Carrière
Stewart commence sa carrière musicale à 17 ans en jouant de l'orgue au sein du groupe Uriel avec Mont Campbell (basse, chant), Steve Hillage (guitare, chant) et Clive Brooks (batterie). Après avoir vécu dans une résidence d'été sur l'Ile de Wight en été 1968, Hillage quitte le groupe pour aller à l'université. Uriel continue en trio, change son nom pour Egg puis enregistre deux albums pour Decca, Egg en 1970 et The polite force en 1971. En 1969, Hillage les rejoint brièvement pour enregistrer un unique album sous le nom d'Arzachel, les musiciens étant alors sous contrat, se cachaient sous des pseudonymes. Steve Hillage devient Simeon Sasparella, Dave Stewart est Sam Lee-Uff, Hugh Mont Campbell prend le surnom de Njerogi Gategaka et, finalement, Clive brooks est Basil Dowling. En 1972, Stewart participe au seul et unique album de Khan, le nouveau groupe de Steve Hillage. En 1974, Egg publie un dernier album, The civil surface, pour lequel Steve Hillage est invité à jouer sur une pièce, Wring Out the Ground (Loosely Now). 
Après la séparation temporaire de Egg en 1973, Stewart rejoint Hatfield and the North qui produisent deux albums, le premier éponyme est sorti en 1974 et le second, The Rotters' Club fut publié en 1975. La même année, il fonde National Health avec le claviériste Alan Gowen, le guitariste Phil Miller et le bassiste Neil Murray. Trouver un batteur se révèle plus difficile; Bill Bruford joue avec le groupe quelques mois avant d'être remplacé par Pip Pyle, réunissant ainsi trois anciens musiciens de Hatfield. Stewart participe ensuite au premier album solo de Bill Bruford, Feels Good to Me (1977) avant d'intégrer son groupe Bruford.
Après trois albums et deux tournées à succès, le groupe Bruford se sépare en 1980. Stewart forme immédiatement Rapid Eye Movement avec ses amis Pip Pyle (batterie), Rick Biddulph (qui fut roadie et ingénieur du son pour Hatfield et National Health) à la basse et Jakko Jakszyk (guitare et chant). Ce groupe REM (à ne pas confondre avec le groupe américain du même nom) était conçu à l'origine uniquement pour la scène et n'enregistra aucun album.
En 1981, Stewart change de direction musicale et commence à expérimenter avec les arrangements et l'écriture de chansons. Sa première production en solo, What Becomes of the Brokenhearted, est une réécriture d'un classique soul de Jimmy Ruffin. Par la suite, Stewart recrute son amie Barbara Gaskin (ex-choriste de Hatfield). Leur version du classique de Lesley Gore, It's My Party, sorti en automne 1981, est numéro un en Grande-Bretagne et en Allemagne. Stewart et Gaskin travaillent ensemble depuis et ont sorti cinq albums. 
En 1981, il reforme National Health pour enregistrer un album à la mémoire du claviériste Alan Gowen, décédé le 17 mai 1981, des suites d'une leucémie. Stewart a aussi composé de nombreuses musiques pour la télévision britannique et travaillé comme arrangeur avec notamment Anathema, Porcupine Tree, Steven Wilson ou Opeth.

## Discographie
Arzachel
- 1969 : Arzachel
- 2007 : Arzachel Collectors Edition - Archives.

Egg
- 1970 : Egg
- 1971 : The Polite Force
- 1974 : The Civil Surface - Avec Steve Hillage sur une pièce.
- 2007 : The Metronomical Society - Archives.

Khan
- 1972 : Space Shanty
- 2005 : Space Shanty : Réédition avec deux pièces bonus Break the Chains & Mixed Up Man of the Mountains (First version).

Hatfield and the North
- 1974 : Hatfield and the North (Virgin)
- 1975 : The Rotters' Club (Virgin)
- 1980 : Afters (Virgin compilation)
- 2005 : Hatwise Choice: Archive Recordings 1973—1975, Volume 1 - Archives
- 2006 : Hattitude: Archive Recordings 1973—1975, Volume 2 - Archives

National Health
- 1977 : National Health
- 1978 : Of Queues and Cures
- 1982 : D.S. Al Coda
- 1996 : Missing Pieces - Archives

Bill Bruford
- 1977 : Feels Good to Me

Bruford
- 1979 : One of a Kind
- 1980 : Gradually Going Tornado
- 1980 : The Bruford Tapes (Live)
- 2006 : Rock Goes To College

### Avec Barbara Gaskin
- Up From The Dark, Rykodisc (USA) RCD 10011 (1986)
- Broken Records – The Singles, MIDI Records (Japon) (1987)
- As Far As Dreams Can Go, MIDI Records (Japan) (1988)
- The Big Idea, Rykodisc RCD 20172 / MIDI Records (1989)
- Spin, Rykodisc RCD 20213 / MIDI Records (1991)
- Selected Tracks (compilation), Musidisc (France) / Disky (Holland) (1993)
- Green and Blue, Broken Records BRCDLP-05 (Mars 2009)
- The TLG Collection, Broken Records BRCDLP-06 (Octobre 2009)
- Broken Records – The Singles (Special Edition), Broken Records BRCDLP-01 (Novembre 2010)
- As Far As Dreams Can Go (Special Edition), Broken Records BRCDLP-02 (Novembre 2010)
- The Big Idea (Special Edition), Broken Records BRCDLP-03 (Décembre 2011)
- Spin (Special Edition), Broken Records BRCDLP-04 (Décembre 2011)

### Autres apparitions
- Fish Rising de Steve Hillage, 1975
- Hopper Tunity Box de Hugh Hopper, 1977
- Cutting Both Ways de Phil Miller, 1987
- Sooner or Later de Murray Head, 1987 - Produit par Steve Hillage - Dave aux chœurs
- Split Seconds de Phil Miller, 1989
- Seven Year Itch de Pip Pyle, 1998
- Robert Wyatt & Friends In Concert de Robert Wyatt 2005 [Concert enregistré en 1974]
- The Bruised Romantic Glee Club de Jakko Jakszyk, 2006
- Conspiracy Theories de Phil Miller, 2006
- Cheating the Polygraph de Gavin Harrison, 2015
- Too de Dizrythmia, 2016